# Термодинамическая фаза

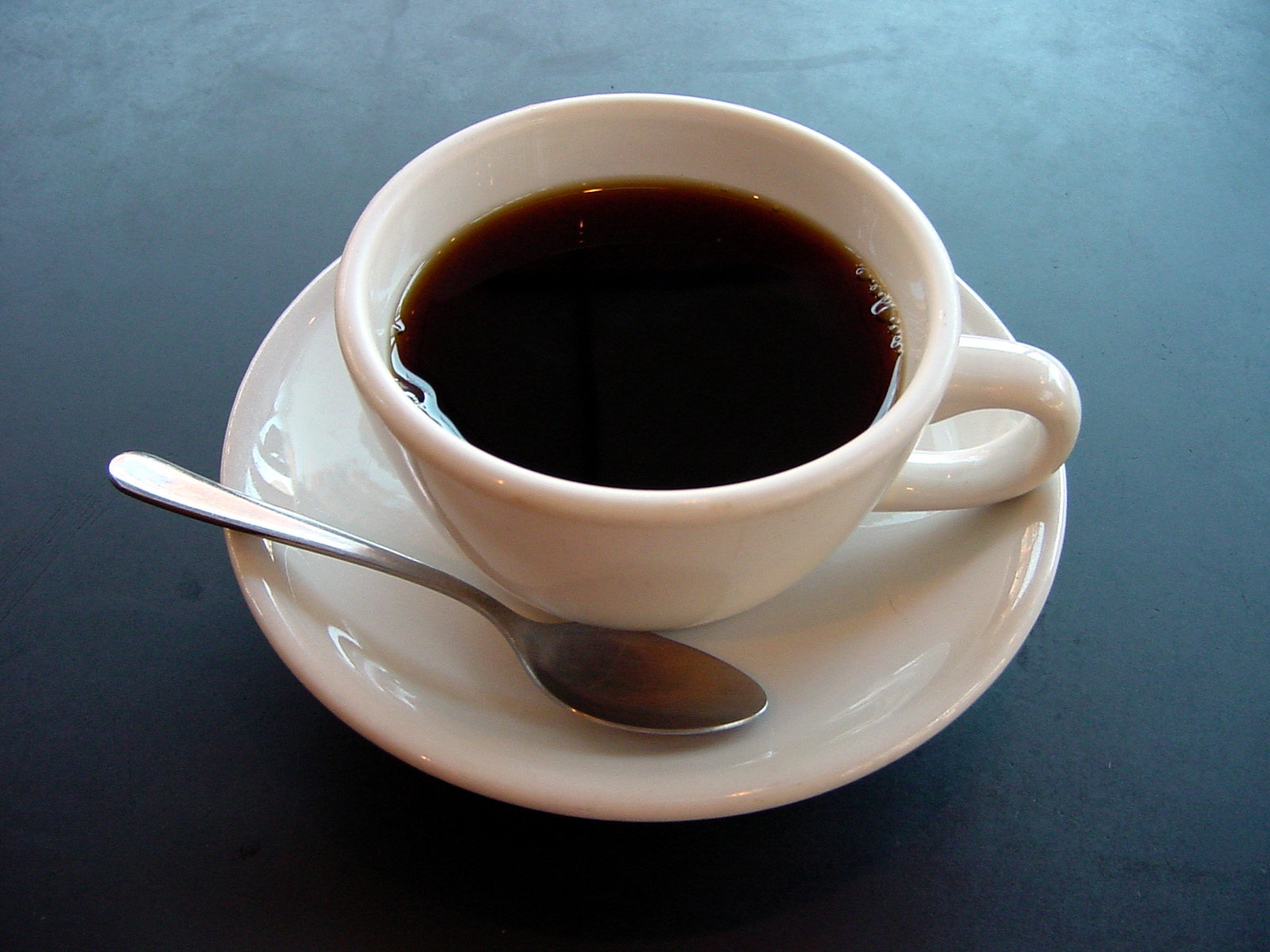
Растворимый кофе — гомогенная система (однофазная многокомпонентная)

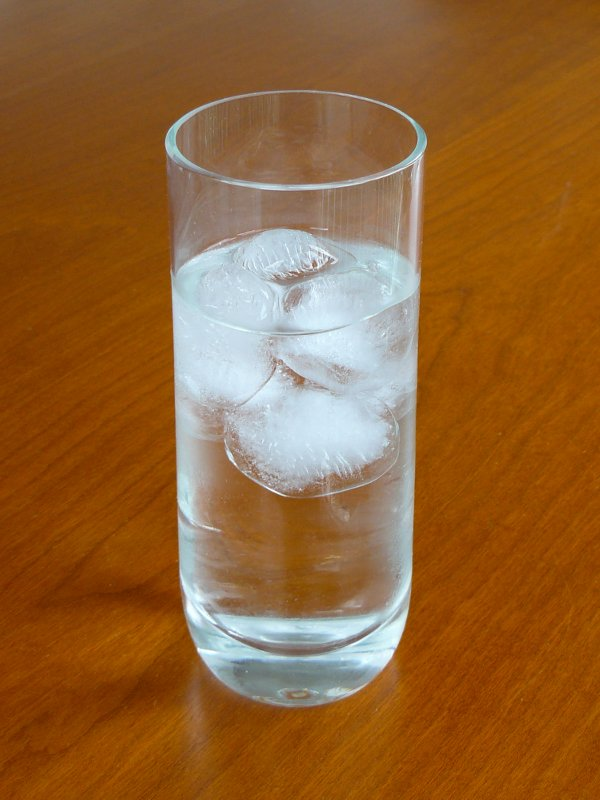
Лёд в воде — гетерогенная система (двухфазная однокомпонентная)

Термодинами́ческая фа́за — гомогенная часть гетерогенной системы, ограниченная поверхностью раздела; определение по Дж. Гиббсу: термодинами́ческая фа́за — состояние вещества, не зависящее от размеров и формы системы. Менее строго, но более наглядно фазой называют гомогенную часть системы, отделенную от остальных частей видимой поверхностью раздела, на которой скачком меняются какие-либо характеристики фазы, например плотность, состав, оптические свойства. При этом совокупность отдельных гомогенных частей системы, обладающих одинаковыми свойствами, считается одной фазой (например, совокупность кристаллов одного вещества или совокупность капелек жидкости, взвешенных в газе и составляющих туман). Каждая фаза системы характеризуется собственным уравнением состояния.
При переходе через поверхность раздела хотя бы одно термодинамическое свойство вещества изменяется скачком. Часто (но не всегда) поверхность раздела является видимой невооружённым глазом.
Гомогенная система содержит только одну фазу; гетерогенная система состоит из двух или более фаз. Система «лёд — вода — влажный воздух» — гетерогенная трёхфазная. В однокомпонентной системе разные фазы могут быть представлены разными агрегатными состояниями или разными полиморфными модификациями твёрдого вещества (ромбическая и моноклинная сера, серое и белое олово и др.). Число фаз в гетерогенной системе подчиняется правилу фаз Гиббса.
В многокомпонентной системе фазы могут иметь различный состав и структуру. В любом случае при наличии раздела фаз подразумевается принципиальная возможность перехода вещества из одной фазы в другую. Многофазная система находится в термодинамическом равновесии, если все её фазы находятся в механическом, тепловом и фазовом равновесии друг с другом.

## Основные понятия
Газ почти всегда состоит из одной фазы, жидкость может состоять из нескольких жидких фаз разного состава (ликвация, жидкостная несмешиваемость), но двух разных жидкостей одного состава в равновесии сосуществовать не может (жидкий гелий — исключение). Вещество в твердом состоянии может состоять из нескольких фаз, причем некоторые из них могут иметь одинаковый состав, но различную структуру (полиморфные модификации, аллотропия).
Разные фазы обладают различными вариантами упаковки молекул (для кристаллических фаз, различными кристаллическими решетками), и, следовательно, своими характерными значениями коэффициента сжимаемости, коэффициента теплового расширения и прочими характеристиками. Кроме того, различные фазы могут обладать разными электрическими (сегнетоэлектрики), магнитными (ферромагнетики), и оптическими свойствами (например, твёрдый кислород).

## Термодинамические фазы на фазовой диаграмме

Типичные виды фазовых диаграмм. Зелёная линия из точек показывает аномальное поведение воды

Фазовая диаграмма гелия-4

На фазовой диаграмме вещества различные термодинамические фазы занимают определённые области. Линии, разделяющие различные термодинамические фазы, называются линиями фазового перехода. Если вещество находится в условиях, отвечающих точке внутри какой-либо области, то оно полностью находится в этой термодинамической фазе. Если же состояние вещества отвечает точке на одной из линий фазовых переходов, то вещество в термодинамическом равновесии может находиться частично в одной, а частично в другой фазе. Пропорция двух фаз определяется, как правило, полной энергией, запасённой системой.
При медленном изменении давления или температуры вещество описывается движущейся точкой на фазовой диаграмме. Если эта точка в своём движении пересекает одну из линий, разделяющих термодинамические фазы, происходит фазовый переход, при котором физические свойства вещества меняются скачкообразно.
Не все фазы полностью отделены друг от друга линией фазового перехода. В некоторых случаях эта линия может обрываться, оканчиваясь критической точкой. В этом случае возможен постепенный, а не скачкообразный переход из одной фазы в другую, в обход линии фазовых переходов.
Точка на фазовой диаграмме, где сходятся три линии фазовых переходов, называется тройной точкой. Обычно под тройной точкой вещества подразумевается частный случай, когда сходятся линии плавления, кипения и сублимации, однако на достаточно богатых фазовых диаграммах может быть несколько тройных точек. Вещество в тройной точке в состоянии термодинамического равновесия может частично находиться во всех трёх фазах. На многомерных фазовых диаграммах (то есть если кроме температуры и давления присутствуют иные интенсивные величины) могут существовать четверные и прочие точки.

## Термодинамические фазы и агрегатные состояния вещества
Набор термодинамических фаз вещества обычно значительно богаче набора агрегатных состояний, то есть одно и то же агрегатное состояние вещества может находиться в различных термодинамических фазах. Именно поэтому описание вещества в терминах агрегатных состояний довольно огрублённое, и оно не может различить некоторые физические разные ситуации.
Богатый набор термодинамических фаз связан, как правило, с различными вариантами порядка, которые допускаются в том или ином агрегатном состоянии.
- В газообразном состоянии вещество не обладает никаким порядком. Соответственно, в газообразном состоянии любое вещество обладает только одной термодинамической фазой. (Фазовые переходы типа диссоциации молекул или ионизации являются, по определению, переходами одного вещества в другое).
- Жидкость обладает ориентационным порядком, но, как правило, не обладает трансляционным порядком. В результате у одной и той же жидкости могут быть разные термодинамические фазы, однако количество их редко превышает единицу. Так, например, существование новой жидкой фазы обнаружено в переохлаждённой воде. Другой пример — сверхтекучее состояние в жидком гелии.
- Кристаллическое твёрдое тело обладает как трансляционным, так и ориентационным порядком. В результате возникает большое число возможных вариантов ориентации соседних молекул друг относительно друга, которые могут оказаться энергетически выгодными при тех или иных давлении и температуре. В результате твёрдые тела обладают, как правило, достаточно сложной фазовой диаграммой. Например, фазовая диаграмма такого, казалось бы, простого вещества, как лёд, насчитывает по крайней мере 12 термодинамических фаз, реализующихся при различных температурах и давлениях.

## Выделение фаз
Выделение фаз — превращение гомогенной системы в двух- или многофазную — широко используется в науке и технике.
Кристаллизация позволяет получать чистые вещества.
При высоких давлениях может наблюдаться такое явление, как расслоение в системе газ — газ. На возможность существования гетерогенного равновесия в газовой смеси выше критической температуры было указано ещё Ван-дер-Ваальсом, и затем это явление было проанализировано Камерлинг-Оннесом и Кеезомом. Экспериментальное доказательство наличия такого явления было впервые получено на примере системы аммиак — азот в 1941 году. Вначале предполагалось, что ограниченная взаимная растворимость наблюдается лишь в газовых смесях, содержащих полярный компонент (аммиак, сероводород). Однако впоследствии было установлено расслоение смесей гелий — диоксид углерода, гелий — этилен и гелий — пропан. В системе гелий — этилен существование поверхности раздела фаз при ограниченной взаимной растворимости газов было подтверждено визуальными наблюдениями и фотографированием мениска между двумя газовыми фазами.
При расслоении смеси газов иногда наблюдается так называемое баротропное явление — перемена местами двух сосуществующих фаз при увеличении давления. К примеру, в двойной системе NH3(ж.) — N2(г.) фаза, более богатая аммиаком, имеет большую плотность. Однако при расслоении смеси (90 °C, 1800 ат (~1,84 кбар)) фаза, более богатая аммиаком, имеет уже меньшую плотность и поднимается вверх.

## Комментарии
1. ↑  При низких давлениях газы смешиваются друг с другом в любых соотношениях. При высоких давлениях и температурах выше критической взаимная растворимость газов может быть ограниченной и возможно равновесное сосуществование двух газовых фаз; такие системы рассматривают как расслаивающиеся газовые растворы[10].